# Pundensari
Pundensari is een bestuurslaag in het regentschap Purworejo van de provincie Midden-Java, Indonesië. Pundensari telt 810 inwoners (volkstelling 2010).